# Hrabstwo Alameda

Piramida wieku hrabstwa

Hrabstwo Alameda (ang. Alameda County) – hrabstwo w stanie Kalifornia, w Stanach Zjednoczonych. Obszar całkowity hrabstwa obejmuje powierzchnię 821,15 mil² (2126,77 km²). Według przeprowadzonego w roku 2010 przez United States Census Bureau spisu powszechnego miało 1 510 271 mieszkańców.
Hrabstwo powstało w 1853 roku.

## Miejscowości
- Alameda
- Albany
- Berkeley
- Dublin
- Emeryville
- Fremont
- Hayward
- Livermore
- Newark
- Oakland
- Piedmont
- Pleasanton
- San Leandro
- Union City[4]

## CDP
- Ashland
- Castro Valley
- Cherryland
- Fairview
- San Lorenzo
- Sunol